# Waterhoefke
Het Waterhoefke, is een buurtschap in de gemeente Steenbergen in de Nederlandse provincie Noord-Brabant. Het ligt in het midden van de gemeente, net onder Steenbergen en de Welberg.
De buurtschap bestaat uit een vijftiental huizen en bevindt zich op ongeveer twee kilometer afstand van de Steenbergen; nabij een kruispunt van oude landwegen tussen Bergen op Zoom en Steenbergen.
Stad: Steenbergen      Dorpen: De Heen · Dinteloord · Kruisland · Nieuw-Vossemeer · Welberg 

Buurtschappen: Blauwe Sluis · Bloemendijk · De Bocht · Boompjesdijk · Dintelsas · 't Haantje · Heense Molen · Koevering · Notendaal · De Overval ‎· Rolaf ‎· Visberg · Waterhoefke · Wildenhoek · Zwarte Ruiter

Noord-Brabant: Steden en dorpen      Nederland: Provincies · Gemeenten